# Khujner
Khujner é uma cidade e uma nagar panchayat no distrito de Rajgarh, no estado indiano de Madhya Pradesh.

## Geografia
Khujner está localizada a 23° 47′ N, 76° 36′ L. Tem uma altitude média de 531 metros (1742 pés).

## Demografia
Segundo o censo de 2001, Khujner tinha uma população de 9285 habitantes. Os indivíduos do sexo masculino constituem 52% da população e os do sexo feminino 48%. Khujner tem uma taxa de literacia de 58%, inferior à média nacional de 59,5%: a literacia no sexo masculino é de 70% e no sexo feminino é de 45%. Em Khujner, 18% da população está abaixo dos 6 anos de idade.